# Kingfisher Sky
Kingfisher Sky es una banda de metal progresivo formada en 2001, proveniente de La Haya, al sur de los Países Bajos. Su álbum debut Hallway of Dreams, fue lanzado en octubre de 2007 por Suburban Records.

## Historia
Kingfisher Sky fue undada por Ivar de Graaf en el 2001 después de haber dejado Within Temptation para proseguir con sus propios intereses musicales. La música de Kingfisher Sky no puede ser relacionada con un solo género, dado que las influencias de Graaf y la cantante/compositora Judith Rijnveld, varían de Porcupine Tree a Cecilia Bartoli y de Kate Bush a la música folk tradicional.
Ivar y Judith comenzaron a grabar canciones en el su estudio hogareño en 2005. Un contrato discográfico con Suburban Records se firmó en 2006. El bajista Eric Hoogendoorn fue el primero en unirse a la banda. Seguido por el guitarrista Daan Janzing que fue presentado a Kingfisher Sky por Ruud Jolie (Within Temptation). George van Olffen en teclados lo hizo poco tiempo después. Edo van der Kolk en guitarra completó la banda por el momento. Él había tocado un solo en la versión demo de  Through My Eyes y ya conocía a Ivar por quince años.  
El primer álbum Hallway of Dreams se grabó en 2007 y se lanzó en octubre del mismo año. El mismo fue producido por Jochem Jacobs (Textures) y Bouke Visser (Split Second Sound). Desde ese momento la banda ha realizado numerosos shows en los Países Bajos como cabeza de cartel, así como también de banda soporte de grupos como Delain y Epica. 
En el ámbito de un concierto especial en su ciudad natal, se unió a Kingfisher Sky la chelista Maaike Peterse para tocar en Big Fish. Dado que esta cooperación probó ser muy satisfactoria, Maaike se convirtió pronto en la integrante número siete de la banda.
En marzo de 2008 Laser’s Edge records lanzó Hallway of Dreams en los Estados Unidos (Riverside, Zero Hour). Japón fue el siguiente en 2008 (Disk Union). También fue lanzado en formato vinilo por Tonefloat Records (Porcupine Tree, Roger Waters). Además Hallway of Dreams también está disponible en el Reino Unido, Italia, Francia y Alemania. 
George van Olffen dejó la banda en julio de 2009 para seguir otros intereses musicales. La banda encontró un nuevo tecladista en noviembre de 2009 en la figura de David Gutiérrez Rojas. En abril de 2010 la banda anunció que el guitarrista Daan Janzing dejó Kingfisher Sky para concentrarse de lleno en su otra banda My Favorite Scar. El nuevo guitarrista se llama Chris Henny.
En su sitio oficial, la banda anunció recientemente que se encuentra trabajando en su segundo álbum.
En el año 2021 la banda lanza su segundo EP Rise. Durante el confinamiento por la pandemia del covid-19 en 2020, también grabaron dos EP acústicos en casa: The Quarantine Sessions, con versiones acústicas de canciones propias, y The Winter Sessions, con versiones acústicas.
En 2022 la banda publica un EP titulado Walk the Plank.

## Estilo
Las influencias del rock progresivo y del folk tradicional de Ivar chocaron con las influencias del folk tradicional y la formación clásica de conservatorio de Judith, así también como sus preferencias por la música soul y artistas como Aretha Franklin. Eso combinado con el mutuo agrado de bandas como Porcupine Tree, Jethro Tull, Peter Gabriel, Kate Bush and Tori Amos, llevó a que fueran escritas nuevas canciones.

## Formación
- Judith Rijnveld – Voz
- Ivar de Graaf – batería
- Edo van der Kolk – guitarra
- Chris Henny – guitarra
- Maaike Peterse – chelo
- Eric Hoogendoorn – bajo
- David Gutiérrez Rojas - teclados

## Discografía

### Hallway of Dreams
Hallway of Dreams es un álbum grabado por la banda de metal gótico Kingfisher Sky, lanzado por Suburban Records el 21 de octubre de 2007, y relanzado por Laser's Edge el 25 de marzo de 2008.

### Lista de temas
1. The Craving - 03:42
2. Hallway Of Dreams - 04:17
3. Balance Of Power - 04:22
4. November - 04:20
5. Big Fish - 03:29
6. Through My Eyes - 05:08
7. Seven Feet - 04:13
8. Persephone - 03:23
9. Her White Dress - 04:09
10. Brody - 04:37
11. Sempre Fedele - 04:09

### Álbumes de estudio
- 2007: Hallway of Dreams
- 2010: Skin of the Earth
- 2014: Arms of Morpheus
- 2018: Technicoloured Eyes
- 2024: Feeding the Wolves

### Demos
- 2002: Jambone
- 2006: Demo 2006

### EP y sencillos
- 2007: Hallway of Dreams
- 2008: November[10]
- 2014: King of Thieves
- 2017: To Turn the Tables
- 2018: Cornelia
- 2021: Rise
- 2022: Walk the Plank